# Ядерный дуализм
Ядерный дуализм (дуализм от лат. dualis — двойственный) — разнокачественность ядер одной и той же клетки, свойственная ряду групп протистов. И. Б. Райков определяет ядерный дуализм как одновременную структурную дифференцировку ядер одной клетки. При таком определении из этого явления исключаются случаи генетической разнокачественности и функциональной дифференцировки ядер, не отражающиеся на их морфологии. Типичный ядерный дуализм встречается у инфузории и многих представителей фораминифер. Как правило, выражается в наличии двух типов ядер — соматических (у инфузорий их называют макронуклеус, Ма) и генеративных (у инфузорий — микронуклеус, Ми). В соматических ядрах происходит активная транскрипция, так что их геном направляет синтез белков в клетке и определяет её фенотипические признаки. Генеративные ядра обычно транскрипционно не активны; они обеспечивают передачу генетической информации следующим поколениям при половом процессе.

## Ядерный дуализм у инфузорий
Как правило, Ми инфузорий транскрипционно не активен, а Ма высоко активен. Тем не менее, есть виды и штаммы инфузорий, которые без Ми гибнут уже через несколько суток . Возможно, в их Ми экспрессируются отдельные гены. Другие виды и штаммы (как полученные искусственно, так и найденные в природе) могут существовать без Ми в течение сотен поколений.
Как правило, Ма имеют более крупные размеры и часто сложную форму. Например. у спиростомумов (Spirostomum) Ма чётковидные, у блефаризмы (Blepharisma) — лентовидные. У большинства инфузорий одни Ма, но нередко Ма (как и Ми) присутствуют в клетке в большом числе. Так, у дилептусов (Dileptus) до 500 Ма.
Ми инфузорий обычно диплоидны, Ма, как правило, полиплоидны. Единственная группа, имеющая «диплоидные» Ма — отряд кариореликтиды. Однако, хотя содержание ДНК в Ма у них примерно такое же, как и в Ми, в ходе развития Ма часть последовательностей элиминируется. а оставшиеся реплицируются  (недоступная ссылка). Таким образом, и в этом случае геномы Ма и Ми различаются.

## Ядерный дуализм у фораминифер
Ядерный дуализм обнаружен у агамонтов некоторых многокамерных фораминифер. Как правило, в их клетках имеется несколько диплоидных генеративных ядер и одно соматическое ядро, но у некоторых форм соматических ядер может быть несколько. Соматическое ядро отличается более крупными размерами и наличием ядрышка или нескольких ядрышек; генеративные ядра остаются мелкими, с компактной упаковкой хроматина. По мере увеличения числа камер соматическое ядро обычно перемещается в более молодые камеры, а генеративные ядра остаются в исходной камере.
Соматические ядра у одних фораминифер, диплоидные, а у других полиплоидные.
В ходе размножения генеративные ядра проделывают мейоз, а соматическое ядро всегда дегенерирует. Если в клетке разрушить или удалить с помощью микрохирургической операции соматическое ядро, одно из генеративных ядер превращается в соматическое. Это говорит о том, что существует механизм, препятствующих превращению генеративных ядер в соматические при наличии в клекте функционирующего соматического ядра.